# Scharnhorst (preußisches Adelsgeschlecht)
Scharnhorst ist der Name eines 1802 in den preußischen Adelsstand erhobenen, 1875 wieder erloschenen Adelsgeschlechts. Es geht auf den preußischen Generalleutnant und Heeresreformer Gerhard von Scharnhorst (1755–1813) zurück. Die Familie ist von den 1716 in Wien in den Reichsadelsstand nobilitierten Scharnhorst zu unterscheiden.

## Geschichte

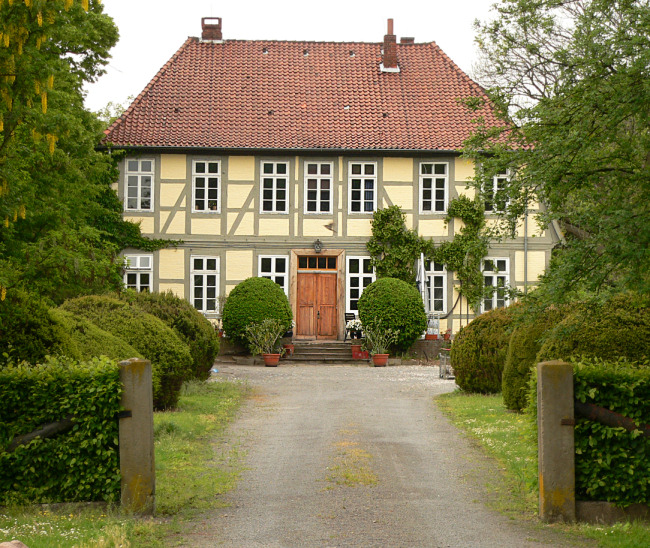
Gutshaus Bordenau

Die Familie, als namensgebendes ursprüngliches Herkunftsdorf wird Scharnhorst in der Südheide, unweit von Celle, betrachtet, stammt aus Bordenau und beginnt ihre Stammreihe mit Gerke Scharnhorst (1599–1658), Brinksitzer zu Bordenau. Sein Nachfahre Gerdt Jürgen Scharnhorst war ebenso Brinksitzer zu Bordenau. Sein Sohn, der aus dem Militär ausgeschiedene Wachtmeister bzw. Quartiermeister Ernst Wilhelm Scharnhorst (1723–1782), der in sein Heimatdorf Bordenau zurückgekehrt war, heiratete 1752 in der Dorfkirche zu Bordenau Friederike Wilhelmine Tegtmeyer (1728–1796), eine Tochter des Sekretärs, Freisassen und Rittergutsbesitzers Johann David Tegtmeyer (1687–1759) zu Bordenau. Der Schwiegervater, der wohlhabende Rittergutsbesitzer Tegtmeyer, der keine eigenen Söhne hatte, war anfänglich gegen die (damals standesungleiche) Verbindung mit einem Mann aus einer Brinksitzerfamilie, aus seiner Sicht eine Mesalliance. Allerdings fand die Hochzeit statt, nachdem die Tochter zuvor bei Verwandten bereits eine mit Scharnhorst gemeinsame Tochter zur Welt gebracht hatte. Ihr Großvater, der Sekretär Johann Otto Tegtmeyer (1647–1702) wurde im Jahr 1700 mit dem Rittergut Bordenau belehnt. Vorher hatte es ein Major von Esebeck besessen. Ernst Wilhelm Scharnhorst erhielt nach einem Erbschaftsprozess (1772) das von seinem Schwiegervater Tegtmeyer hinterlassene Rittergut in Bordenau. Nach seinem Tod 1782 wurde sein kinderloser Bruder Heinrich Caspar Scharnhorst (1720–1787), seit 1779 Hoffischer zu Hannover, Vormund der noch unmündigen Kinder aus der Verbindung Scharnhorst-Tegtmeyer.
Ein Sohn, der Heeresreformer Gerhard von Scharnhorst (1755–1813), wurde als Oberstleutnant im Feldartillerie-Korps am 16. September 1802 in Berlin in den preußischen Adelsstand erhoben. Sein Sohn Wilhelm von Scharnhorst (1786–1854) erfuhr als Oberst im Kriegsministerium am 5. März 1836 in Berlin eine Wappenmehrung. Mit des vorgenannten Sohn August von Scharnhorst (1821–1875), preußischer Rittmeister a. D. und Platzmajor in Pillau erlosch die Familie von Scharnhorst im Mannesstamm.

## Angehörige

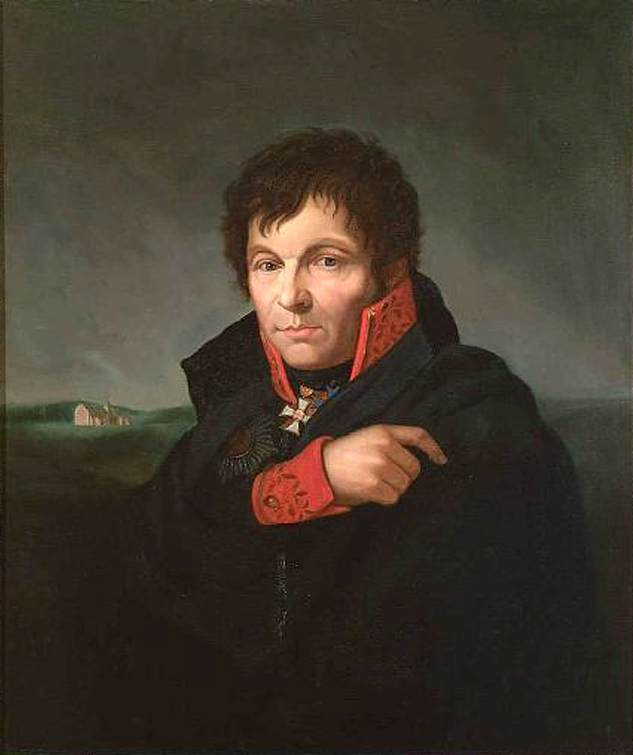
Gerhard von Scharnhorst, Gemälde von Friedrich Bury (vor 1813)

- Gerhard von Scharnhorst (1755–1813), preußischer Generalleutnant und Heeresreformer
- Wilhelm von Scharnhorst (1786–1854), preußischer General der Infanterie

## Grablege auf dem Berliner Invalidenfriedhof
Nach Überführung seiner sterblichen Überreste vom Prager Friedhof wurde Gerhard von Scharnhorst 1826 auf dem Invalidenfriedhof in Berlin-Mitte im Feld C, G1 beigesetzt. Das Grabmonument ist ein Werk Karl Friedrich Schinkels. Die zugehörige Bronzeplastik eines Schlafenden Löwen geht auf Christian Daniel Rauch und Theodor Kalide zurück, der Relieffries zur Lebensgeschichte Scharnhorsts auf Christian Friedrich Tieck. Neben Gerhard von Scharnhorst wurden später seine Söhne August und Wilhelm, seine Tochter Juliane und ihr Ehemann, der preußische Generalfeldmarschall Friedrich zu Dohna-Schlobitten, sowie zwei Enkelsöhne bestattet. Die Grablege wird als Ehrengrab der Stadt Berlin erhalten und wurde nach der deutschen Wiedervereinigung umfassend restauriert.

## Wappen

Wappen der Herkunftgemeinde Bordenau.

Das Wappen (1802) zeigt in Blau einen silbernen Schrägrechtsbalken (= Bordenau). Auf dem blau-silber bewulsteten Helm mit blau-silbernen Decken drei silberne Straußenfedern.
Das Wappen (1836) entspricht dem von 1802, gehalten von zwei preußischen Adlern als Schildhalter.